# Renato Queirolo
Renato Queirolo (Milano, 26 settembre 1944) è un fumettista italiano.

## Biografia
Dopo aver studiato all'Accademia di belle arti di Brera lavora inizialmente nel campo della grafica per poi approdare al fumetto nel 1977 come sceneggiatore con "La Strega" (disegni di Anna Brandoli), pubblicato nel 1978 sulle pagine di "Alter alter" della Milano Libri Edizioni.
Il sodalizio con la Brandoli, che conosce dal 1968 quando erano entrambi impegnati politicamente come extraparlamentari, nasce nel 1977 quando riesce a farle accettare un suo progetto di un’avventura storicamente plausibile, ambientata nel medioevo, che facesse da specchio dei coevi anni 70. Il progetto si concretizza con la realizzazione delle storie a fumetti de “La Strega” pubblicato dalla Milano Libri. Gli scarsi ritorni economici spingono a cercare un altro editore al quale proporre il loro lavoro particolarmente innovativo per il tempo e che al contempo pagasse meglio.  Nell’autunno del 1979 insieme alla Brandoli passa nella redazione del Corriere dei Piccoli senza un appuntamento e incontrano Grazia Nidasio in riunione con la direttrice che giudicarono positivamente il progetto di Fata Colorina e ne decisero la pubblicazione. Pertanto tra il 1979 e il 1980, sempre insieme alla Brandoli, inizia a collaborare per il Corriere dei Piccoli per il quale realizza "Fata Colorina" e una riduzione illustrata del Mago di Oz.
Quest'ultimo nacque su richiesta della Nidasio che richiedeva qualcosa di più complesso da pubblicare settimanalmente sul Corrierino. Queirolo aveva recentemente passato le vacanze a leggere il Mago di Oz alle figlie e propose allora una sua riduzione a fumetti a capitoli.
Oreste Del Buono (allora direttore della Milano Libri), dopo aver visto quello che veniva pubblicato sul Corrierino, richiamò la coppia di autori offrendo un più adeguato riconoscimento economico per convincerli a pubblicare il seguito della Strega su Linus.
Ma Brandoli era contraria a eventuali seguiti pertanto, con la mediazione di Queirolo, si darà vita a un nuovo personaggio riprendendo alcune caratteristiche del precedente ambientandolo due secoli dopo, nel Ducato di Milano: Rebecca. Quindi, nel 1981 scrive la sceneggiatura di Rebecca che viene pubblicata Linus e proseguita poi su "Orient Express" e "Comic Art".
Dal 1984 al 1990 è stato curatore delle Edizioni L’Isola Trovata, per cui ha pubblicato Alias nel 1987.
Nel 1985 L’Isola Trovata stava chiudendo e Queirolo convince Sergio Bonelli a tentare l’uscita di tre collane di albi mensili a colori e alcuni libri del materiale che era ancora sotto contratto e non era mai stato pubblicato che comprendeva opere di autori già affermati come Hugo Pratt, Dino Battaglia, Sergio Toppi, Attilio Micheluzzi, Ferdinando Tacconi, Gino D'Antonio, Renzo Calegari e altri più nuovi come Paolo Eleuteri Serpieri, Milo Manara e il Giancarlo Berardi e Ivo Milazzo con la versione a colori di Ken Parker. L'operazione ha esito positivo e pertanto, gli viene affidata la revisione di altre testate della casa editrice quali Tex Tre Stelle, Tutto Zagor, Il Comandante Mark, TuttoWest, Storia del West, e altre.
Dal 1987, sempre insieme alla Brandoli, pubblica sulle pagine di Comic Art un nuovo fumetto intitolato Alias.
Dal 1989 lavora anche per la Sergio Bonelli Editore come supervisore delle serie Zagor, Nick Raider, Mister No e per la mini-serie Volto Nascosto. Scrive anche alcuni soggetti della serie Nick Raider e alcune sceneggiature per Magico Vento.
Dopo cinque anni passa il testimone delle sceneggiature di Zagor a Mauro Boselli e poco dopo quello di Mister No a Michele Masiero. Dopo qualche anno passato a scrivere storie per Nick Raider e averne rinnovato lo staff di disegnatori e sceneggiatori per farne una serie più realistica lascia il testimone a Gianfranco Manfredi.
Nel 2016 in un'intervista Queirolo dice che, insieme a Brandoli, vorrebbero portare a conclusione la trama di Rebecca che era rimasta in sospeso: "Non sarà solo la conclusione di una vecchia storia, quell’enigma verrà sciolto all’interno di una nuova vicenda ricca di sorprese e con una maggior maturità e profondità dei personaggi".

## Opere
- Alias (disegni: Anna Brandoli)[6]
- Lupo mannaro (disegni: Anna Brandoli)[6]
- Marta dei saraceni (disegni: Anna Brandoli)[6]
- Matite per la pace (Non possiamo abolire gli imbecilli, ma le armi atomiche sì) (disegni: Anna Brandoli)[6]
- Qualcuno è di troppo (storia del fumetto Rebecca)  (disegni: Anna Brandoli)[6]
- I testamenti di Sant'Ambrogio (storia del fumetto Rebecca)  (disegni: Anna Brandoli)[6]

## Premi e riconoscimenti
- Dal 25 novembre 2015 al 20 gennaio 2016 è stata organizzata una mostra dal titolo "Nella fiaba e nella storia, nell'avventura e nella cronaca" presso Accademia di belle arti di Bologna, per far conoscere al pubblico le opere del sodalizio fra Anna Brandoli e Renato Queirolo[2].